# Stahlberg (Friedersdorfer Forst)
Der Stahlberg ist eine 85,2 m ü. NHN hohe Erhebung im Friedersdorfer Forst auf der Gemarkung der Gemeinde Spreenhagen im Landkreis Oder-Spree in Brandenburg.
Die Erhebung befindet sich am westlichen Rand der Gemarkung. Rund 650 m weiter westlich führt die Bundesautobahn 10 in Nord-Süd-Richtung vorbei. Rund 810 m südlich fließt der Oder-Spree-Kanal von Osten kommend in westlicher Richtung entlang.